# 박형규 (노문학자)
박형규(朴炯奎, 1931년~2023년 4월 3일)는 대한민국의 러시아 문학자이다.
경동중학교 재학 시절 러시아 문학에 관심을 가졌으며, 한국외국어대학교 노어과에서 러시아어를 배웠다. 이후 고려대학교 노문학과 교수로 활동했다. 또한 레프 톨스토이 전집을 번역하는 등 러시아 문학 번역 활동에 힘썼다.
1985년에 한국 최초의 러시아 문학 입문 안내서인 《러시아 문학의 세계》를 집필했다. 1989년에 창립된 한국러시아문학회 초대 회장을 맡았으며, 2000년에 러시아 문학 연구 및 번역에 대한 업적으로 러시아 정부로부터 우애훈장 학술 부문을 받았다.

## 경력
- 고려대학교 노어노문학과 교수
- 한국러시아문학회 회장